# Nicolas de Gesturi
Nicolas de Gesturi (en italien Nicola da Gesturi), né à Gesturi le 5 août 1882 et mort à Cagliari le 8 juin 1958, était un religieux Capucin italien qui se distingua par diverses œuvres de charité et des aides à la guérison de malades, principalement à Cagliari. Il est vénéré comme bienheureux par l'Église catholique. Sa fête est célébrée le 8 juin,.

## Biographie
Giovanni Angelo Salvatore Medda nait le 5 août 1882 à Gesturi (Sardaigne), quatrième des cinq enfants de Giovanni Medda et Priama Cogoni Zedda, de condition sociale modeste mais honnête et religieux. Le deuil et la misère s'installent rapidement dans la famille : Giovanni n'a que cinq ans à la mort de son père et treize ans à celle de sa mère. Le garçon est ensuite confié au beau-père de l'une de ses sœurs ; un riche maître qui le garde comme serviteur, sans aucun salaire et ne recevant que le gîte et le couvert. Giovanni passe alors ses journées à travailler dans les champs et à s'occuper du bétail.
À sa mort, il continue de travailler dans les mêmes conditions. Ce n'est pas seulement par nécessité qu'il fait ce choix car il aurait pu bénéficier de sa part d'héritage paternel, mais il préfère y renoncer pour mener une vie de dénuement. Pour sa scolarité, il ne fréquente que les premières classes élémentaires avant de devenir fermier. À l'âge de 14 ans, Giovanni Medda reçoit sa première communion et à partir de ce moment-là, il commence à vivre sa vie en visant la vertu et la sanctification. Son esprit de prière l'amène à l'église chaque fois que ses fonctions lui permettent et ainsi il passe des heures entières en Adoration eucharistique. Ces dispositions l’incite à l’amour des plus pauvres et à la privation jusqu’à ce qu’il pense s’engager dans la vie sacerdotale, mais une crise de rhumatisme à 28 ans l’en empêche provisoirement. Devant rester alité plus de 45 jours, il fait vœu à la Vierge Marie de jeûner tous les samedis.
Une fois remis, il se laisse appeler par sa vocation, et c’est ainsi qu’à 29 ans, il entre au couvent capucin de S. Antonio à Cagliari, désirant devenir Frère convers et appuyé par d’excellentes recommandations du curé de Gesturi. Apprécié pour son service dévoué, sa constance et sa ferveur, il revêt l'habit de capucin en prenant le nom de Frère Nicolas le 30 octobre 1913. C’est au couvent de Sanluri où il termine son noviciat qu’il fait sa profession solennelle le 16 février 1919, qui le consacre définitivement. Ensuite, il est affecté dans un autre couvent comme cuisinier, et malgré son peu d’attrait pour ce poste, il se montre obéissant et arrangeant.

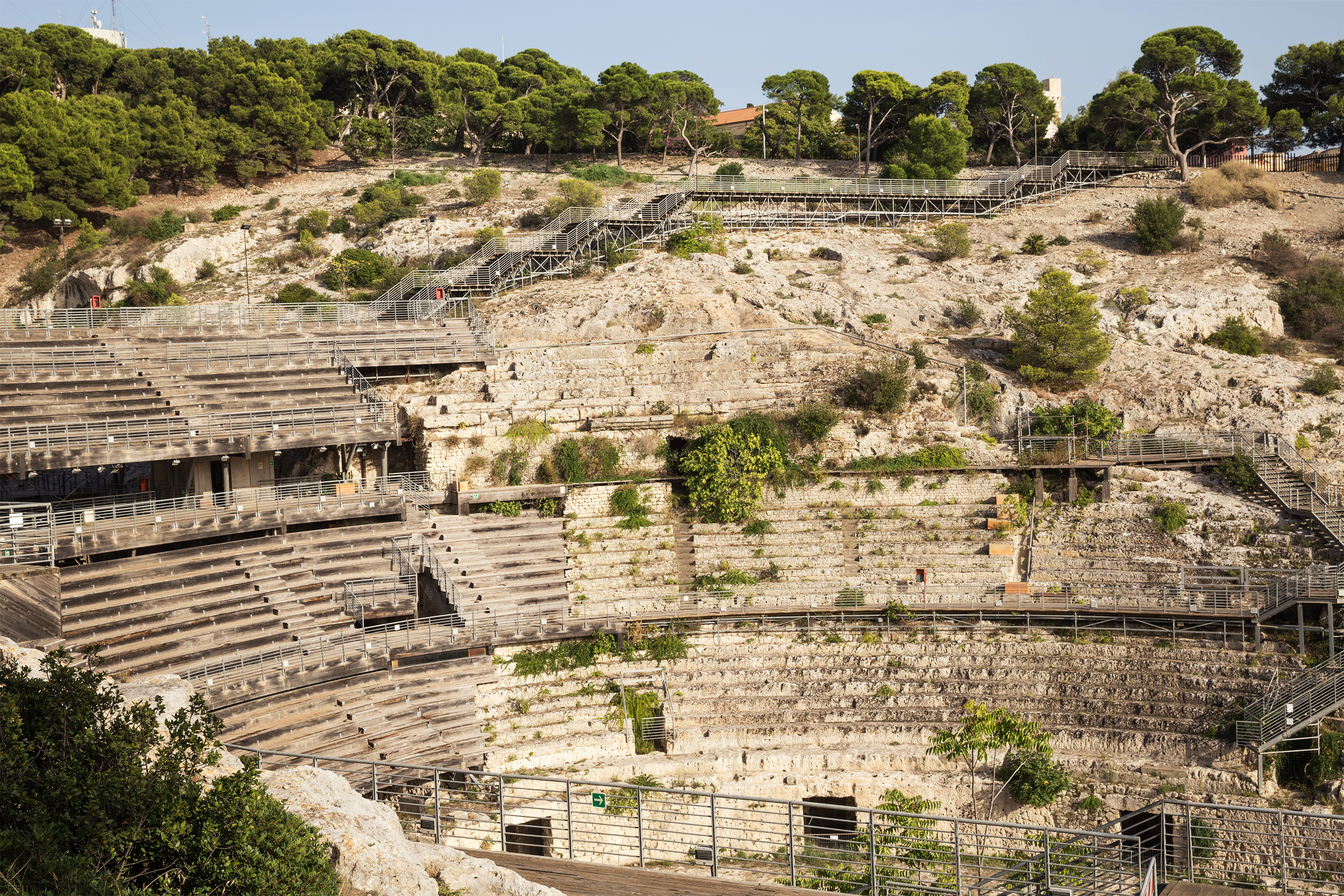
L'amphithéâtre de Cagliari. Le couvent des Capucins se trouve derrière la rangée d'arbres sur les hauteurs.

Puis en 1924, il est transféré définitivement au couvent Maggiore de Buoncammino à Cagliari avec pour mission de rapporter les donations des habitants propre à son Ordre mendiant. Et pendant 34 ans, il accomplit cette tâche délicate avec ténacité et patience, marchant toujours par tous les temps, des kilomètres et des kilomètres, demandant la charité au nom de saint François, recevant l'offrande pour les besoins du couvent et la solidarité franciscaine. Malgré les insultes et les moqueries de quelques-uns qui le voient comme importun, fainéant ou bon à rien, il réussit, avec une grande régularité, à devenir une présence familière et très aimée à qui on donne volontiers, et même de plus en plus. Le regard modeste et sobre de paroles, il est même surnommé “Frère Silence“, mais ces mots emprunts de foi touchent et sa présence accentuée par ses yeux bleus très clairs expriment l’indicible. Au fil des années, sa figure devient populaire ; beaucoup l'approchent pour lui demander des conseils, des prières, l'invitent à entrer dans leurs maisons. Dans les hôpitaux, il réconforte les malades ; des guérisons soudaines se produisent et sa renommée augmente dans la ville.
Durant la Seconde Guerre mondiale, malgré les bombardements, ils sont quatre à vouloir rester au couvent dont le Supérieur et Frère Nicolas. Ils y accueillent des sinistrés pour les soigner et les nourrir tant bien que mal. Habitué à se déplacer, le Frère Nicolas vient visiter ceux qui se sont réfugiés dans les nombreuses grottes disséminées dans la ville. Après chaque bombardement, il part constater les dégâts afin de porter secours aux blessés, consoler les éprouvés et enterrer les morts. Et il prie avec le chapelet à la main, exhortant chacun à la prière, la paix et l'espérance. À l’une des grottes, sous la colline de Buoncammino, il échappe de peu à une bombe quand après avoir prié devant son entrée, il rentre juste à temps pour ne pas être tué. À la suite de ses tournées, le soutien qui lui permet de rester fort et opérant est de rester longtemps recueilli devant le Saint-Sacrement ou l’Immaculée Conception. Malgré la dureté du moment et de la période de reconstruction, il tient bon à la tâche, écoute et porte secours, comme il l’a toujours fait.

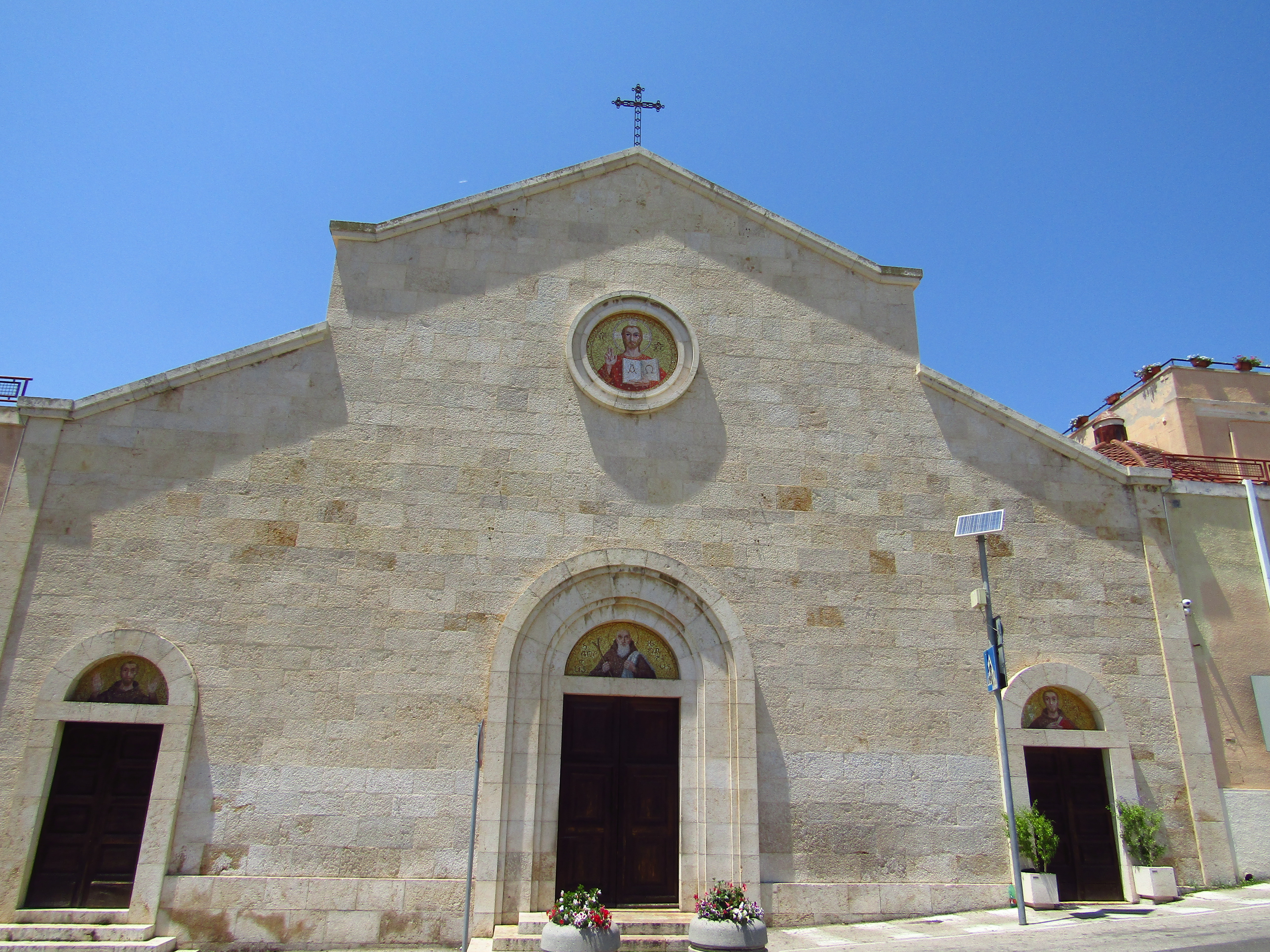
L'église des Capucins à Cagliari.

Plus tard, début juin 1958, quand il se présente physiquement diminué au Supérieur pour lui demander d’être déchargé de sa collecte, celui-ci sent immédiatement que le Frère Nicolas à quelque chose de grave. Dès le lendemain, il est opéré d'urgence d’une hernie étranglée. Après quatre jours de douleurs persistantes, le 7 juin, ayant perdu tout espoir, il est transféré au couvent où, réconforté par ses Frères en prière, il meurt paisiblement en tenant le crucifix dans ses mains, le 8 juin 1958 à l'âge de 76 ans.
Dès le lendemain, la une des journaux régionaux informent de la nouvelle qui se répand aussitôt et une foule considérable de personnes se rend au couvent pour voir le corps du saint Frère qu’on met à la vénération. À ses funérailles, célébrées le 10 juin, l'église du couvent est comble, et plusieurs milliers de personnes suivent son cortège à travers la ville.

Le 2 juin 1980, sa dépouille mortelle est transférée à l'église des Capucins ou repose également saint Ignace de Laconi, précisément dans la chapelle de l'Immaculée Conception qui lui était si chère et où il se retirait en prière silencieuse pendant des heures.
En 1999, saint Jean-Paul II célèbre sa béatification. Lors de son homélie, il précise : 
« Nicolas de Gesturi se présentait avec une attitude qui était plus éloquente que les paroles :  libéré du superflu et à la recherche de l'essentiel, il ne se laissait pas distraire par des choses inutiles ou dommageables, voulant être un témoignage de la présence du Verbe incarné à côté de chaque homme. »